# François Bruhat
Pour les articles homonymes, voir Bruhat.
François Bruhat, né le 8 avril 1929 à Paris 12e et mort le 17 juillet 2007 à Paris 15e, est un mathématicien et un professeur de mathématiques français. Il est membre correspondant de l'Académie des sciences (1990).

## Biographie
Reçu premier à l'École normale supérieure en 1948 et au concours de l'agrégation en 1951, il participe au groupe Nicolas Bourbaki. Il soutient en 1955 une thèse intitulée « Sur les représentations induites des groupes de Lie ». Il est alors nommé maître de conférence, puis professeur à l'université de Nancy. Il est nommé en 1961 à Paris où il est directeur du département de mathématiques. À la suite du démembrement de l'université de Paris, il participe en 1970 à la création de l'université Paris VII située alors sur le campus de Jussieu, aux côtés du juriste Michel Alliot, et est nommé vice-président de cette université. Il prend sa retraite en 1989.
Ses travaux portent sur les groupes de Lie et furent l'objet d'une profonde collaboration avec Jacques Tits.

### Vie privée
Il est le fils du physicien Georges Bruhat, mort en déportation, et le frère de la mathématicienne Yvonne Choquet-Bruhat.